# Азікеєво (Мечетлінський район)
Азіке́єво (рос. Азикеево, башк. Әжекәй) — присілок у складі Мечетлінського району Башкортостану, Росія. Входить до складу Большеустьікінської сільської ради.
Населення — 684 особи (2010; 750 у 2002).
Національний склад:
- башкири — 62 %
- татари — 35 %